# Сильванит
Сильванит (нем. Sylvanit, Sylvan от названия географического места) или Теллу́ристый сере́бряный блеск, а также Пи́сьменный блеск или Графи́ческий блеск, иногда пи́сьменный теллу́р (устар.) — минерал, теллурид золота и серебра. Соотношение этих металлов в составе может меняться от 3:1 до 1:1. Представляет собой довольно богатую золотую руду.

## Свойства
В виде таблитчатых или короткопризматических кристаллов, зернистых агрегатов, дендритообразных выделений, напоминающих письмена (откуда старое название «письменный теллур»). Цвет стально-серый, серебристо-белый с желтоватым оттенком. Блеск металлический. По химическому составу близок к калавериту. Мягкий, твёрдость по шкале Мооса 1,5 — 2 (легко царапается ногтем).
Средняя плотность сильванита — 8,1 г/см3. На воздухе и под воздействием яркого света поверхностный слой сильванита довольно быстро окисляется, минерал покрывается окисной плёнкой и тускнеет. Разлагается в HNO3, выделяя осадок Au цвета ржавчины. Горячую концентрированную H2SO4 окрашивает в характерный малиновый цвет. В полированных шлифах травится азотной кислотой.

## Нахождение
Сильванит был впервые обнаружен в Трансильвании (Румыния) и получил своё название по названию этой местности. Впоследствии он был найден и добывался в Калгурли (Австралия), Кирклэнд-лейк (Онтарио, Канада), Руэн (Квебек, Канада), Крипл-Крик (Колорадо, США).
В группе теллуридов сильванит является одним из наиболее широко распространённых минералов, в субвулканических золото-серебряно-теллуровых рудах областей альпийской складчатости образует иногда настолько крупные скопления, что они приобретают промышленное значение.
Чаще всего сильванит встречается в тесных ассоциациях с другими теллуридами, прежде всего, с петцитом, с которым образует прорастания, напоминающие структуры распада твёрдых растворов. Кроме того, отмечаются прорастания сильванита с алтаитом, колорадоитом, тетрадимитом; значительно реже — с калаверитом, эмпресситом и собственно самородным теллуром.:52

В некоторых жилах месторождений Ватукула и Сэкэрымб письменная руда издавна являлась основным источником золота. При переработке из него извлекали золото и серебро, а теллур в качестве отхода поступал в отвалы.:688
В СССР сильванит многократно отмечался в рассеянном состоянии в некоторых колчеданных и золоторудных месторождениях.:688, но всегда в количествах, различимых только под микроскопом. В зонах окисления сильванит неустойчив и быстро разлагается с выделением самородного золота.:52